# NGC 1476
NGC 1476 este o galaxie spirală situată în constelația Orologiul. A fost descoperită în 14 decembrie 1835 de către John Herschel.